# Nhàn

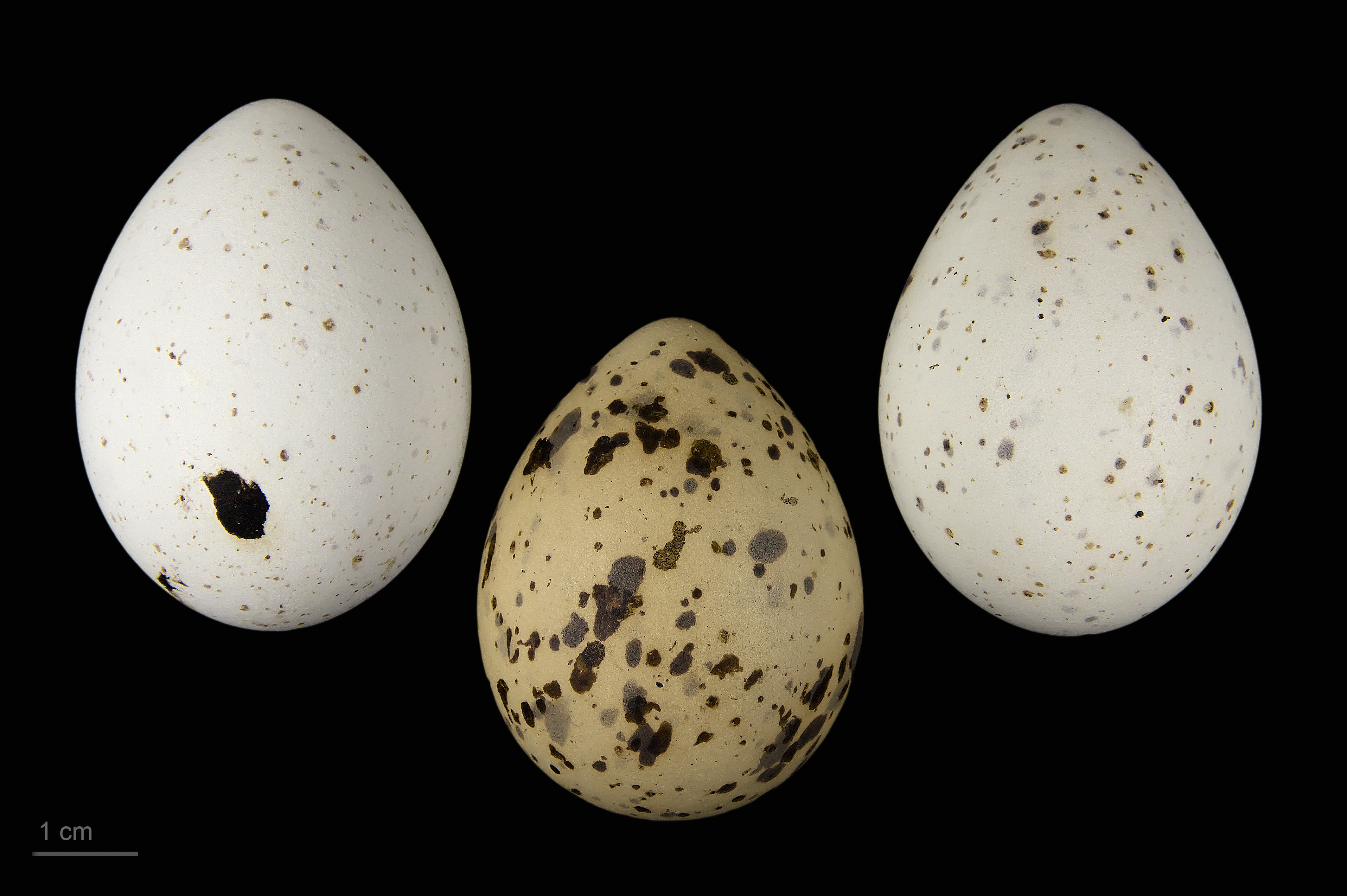
Sterna hirundo hirundo

Nhàn (tên tiếng Anh: common tern, danh pháp hai phần: Sterna hirundo) là một loài chim thuộc họ Nhàn. Loài chim này có một phân bố quanh cực, bốn phân loài sinh sản ở các vùng ôn đới và cận Bắc Cực của châu Âu, châu Á và Bắc Mỹ. Là loài di trú mạnh mẽ, chúng trú đông ở các vùng ven biển nhiệt đới và cận nhiệt đới. Bộ lông con trưởng thành sinh sản có trên lưng màu xám sáng đến, dưới có màu trắng đến xám sáng, chỏm đầu màu đen, chân màu đỏ da cam, và mỏ hẹp nhọn. Tùy thuộc vào các phân loài, các mỏ có thể chủ yếu là màu đỏ với một đầu màu đen hoặc hoàn toàn màu đen.